# Материнская смертность в Кыргызстане
Материнская смертность – показатель частоты случаев смерти среди беременных женщин и рожениц. Показатель материнской смертности выражается как соотношение числа случаев смерти матерей от прямых и косвенных причин к числу живорожденных (на 100 000).

## Статистика материнской смертности в Кыргызстане
В Кыргызстане уровень материнской смертности за последнее десятилетие[когда?] остается стабильно высоким и не имеет положительной динамики. На данный момент показатели уровня материнской смертности в Киргизии являются самыми высокими среди стран Восточной Европы и Центральной Азии. Коэффициент материнской смертности в стране за последнее десятилетие практически не опускался ниже 47 случаев смерти на 100 тысяч живорождений, что намного превышает национальный индикатор, определенный к 2015 году (15,7 на 100 тысяч). Согласно данным Министерства здравоохранения КР, наиболее высокий показатель материнской смертности отмечается в Иссык-Кульской области – 55,8 случаев смерти на 100 тысяч живорождений; Баткенской области – 56; Нарынской области – 43,4. Среднегодовой темп снижения коэффициента материнской смертности за период с 1990 по 2010 гг. составил 0,2 %.

## Причины материнской смертности в Кыргызстане
Согласно данным Республиканского медико-информационного центра, основными причинами материнской смертности являются послеродовые кровотечения (34,5 %), гипертензивные расстройства (15,5 %), сепсис (8,6 %) и экстрагенитальные заболевания (22,4 %). Все эти состояния напрямую зависят от надлежащего ухода и наблюдения за женщиной во время беременности, родов и послеродовом периоде. Так, например, послеродовые кровотечения являются следствием анемии среди беременных и рожениц, обусловленной недостаточностью и несбалансированностью питания женщин. Среди других причин высокого уровня материнской смертности в Киргизии является недостаточное финансирование мероприятий по охране здоровья матери, вследствие чего остаются неразрешенными проблемы, связанные с материально-технической базой родовспомогательных организаций, непрерывным обеспечением горячей и холодной водой, электро- и теплоснабжением и канализационной системы. Необеспеченность современным медицинским оборудованием, медицинскими материалами для лабораторных анализов, а также недостаток и отток квалифицированных акушеров-гинекологов, неонатологов, анестезиологов-реаниматологов на областном и районном уровнях усугубляют положение.
Существует и другой ряд причин материнской смертности, связанный с наличием определенных экономических, социальных и культурных факторов. Среди них рост внешней и внутренней миграции, в условиях которой беременные женщины часто выпадают из поля зрения медицинских работников. Другие факторы включают в себя низкий уровень информированности и уровня образования среди беременных женщин и матерей о планировании семьи и беременности и низкий уровень качества питания женщин. Как отдельную проблему следует отметить факт, что в республике устойчива тенденция к росту материнства среди несовершеннолетних.
Последствия глобальных климатических изменений также оказывают негативное влияние на данную проблему. В стране уже начали проявляться основные проблемы, связанные с глобальным изменением климата: рост необеспеченности водой и опустынивания, увеличение количества экстремальных метеорологических явлений, локальное разрушение экосистем, снижение устойчивости производства электроэнергии и надежной поставки электроэнергии и как следствие – повышение угроз для материнского здоровья.

## Меры по борьбе с материнской смертностью в Кыргызстане
В Кыргызстане проводятся меры по решению проблемы материнской смертности. Так, с 2006 года реализуется Национальная стратегия по охране репродуктивного здоровья населения Киргизской Республики на 2006-2015 годы, в которой приоритетными направлениями являются безопасное материнство, репродуктивное здоровье подростков, рак органов репродуктивной системы, борьба с ВИЧ/СПИД, предупреждение и борьба с насилием. В 2008 году утверждена Программа по улучшению перинатальной помощи на 2008-2017 годы, где ключевой стратегией по снижению материнской и младенческой смертности является расширение эффективного перинатального ухода, с принципами регионализации, внедрение протоколов и руководств по акушерству и неонатологии, основанной на принципах доказательной медицины. Охват данными программами родовспомогательных организаций республики на сегодня, по данным Министерства здравоохранения, составляет 63 %.
В июле 2012 г. правительство Кыргызстана и Страновая команда ООН – UNCT приняло решение использовать инструмент, предложенный специальной рабочей группы ООН по развитию Целей развития тысячелетия (UNDG MDG), который называется Структура по Ускорению ЦРТ (MAF). Структура по ускорению ЦРТ призвана выявлять и ранжировать проблемные области в достижении целевых показателей ЦРТ и предоставлять поддержку для «ускорения» принятия решений. Основным объектом воздействия Структуры по Ускорению ЦРТ в Киргизской Республике стала ЦРТ 5 «Улучшение охраны материнства», ситуация в которой является критической с точки зрения достижимости. MAF призвана защищать интересы уязвимых слоев женского населения, не имеющих возможности в полной мере воспользоваться услугами социальной и медицинской защиты, а также расширить доступ этой социальной группы к получению качественных услуг. Исполнителями мероприятий являются государственные органы, гражданский сектор, местные органы власти и самоуправления, а также представители частного сектора. Данная инициатива позволила Киргизской Республике провести глубокий анализ текущей ситуации в области охраны материнства, поднять обсуждение проблемы материнской смертности на национальный уровень и разработать План действий по Ускорению ЦРТ 5 в Киргизской Республике и совместить его в планом реализации действующей Национальной программы реформирования системы здравоохранения Киргизской Республики «Ден соолук» на 2012-2016 годы.